# جنگل ملی اینیو
جنگل ملی اینیو (به انگلیسی: Inyo National Forest) یک جنگل ملی در ایالت کالیفرنیا در آمریکا است.
مساحت این جنگل ۷۴۴۶ کیلومتر مربع است.

## نگارخانه

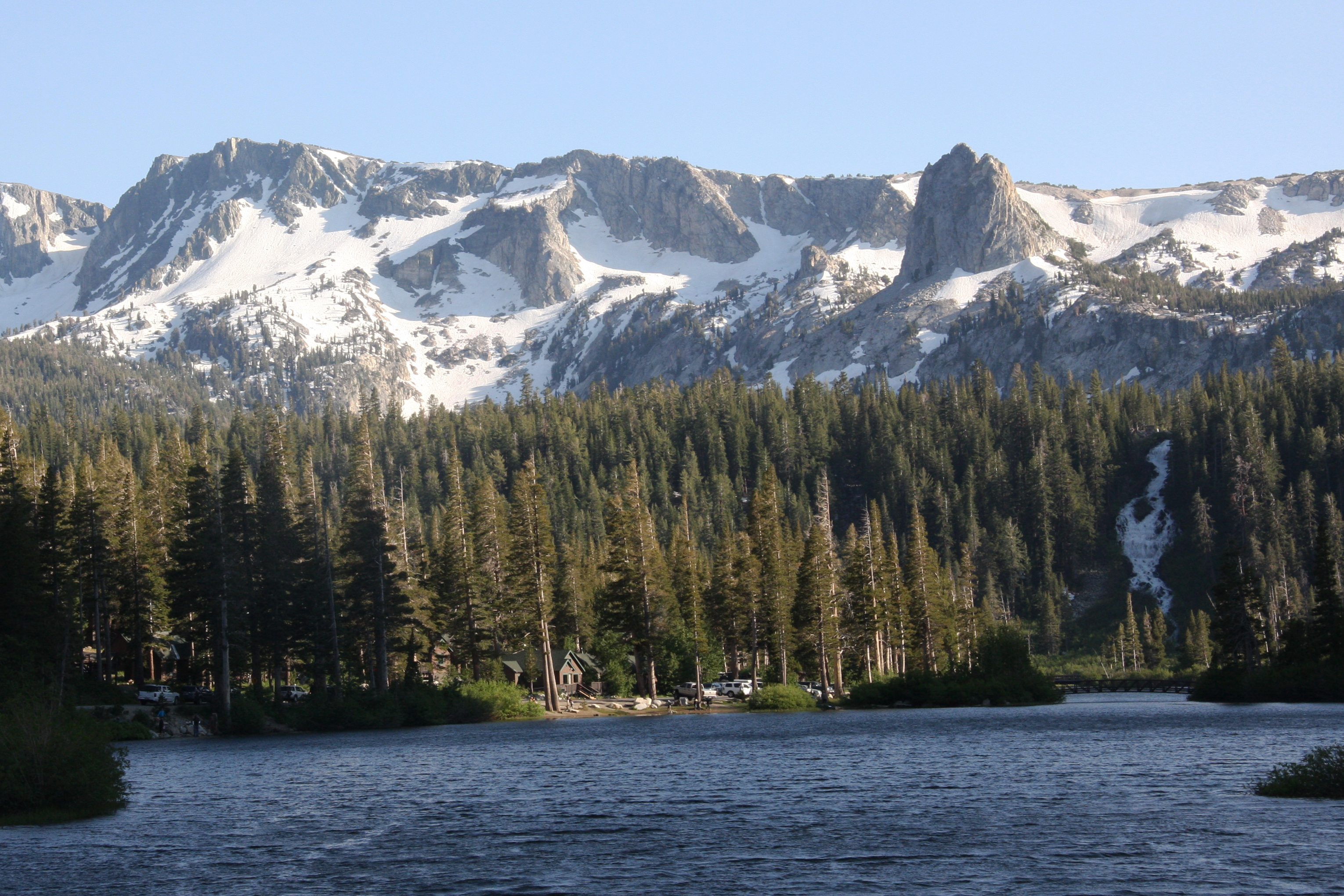